# Natriumbenzoat
Natriumbenzoat ist das Natriumsalz der Benzoesäure. Es ist als Lebensmittelzusatzstoff mit der Nummer E 211 zugelassen.

## Eigenschaften
Natriumbenzoat ist ein farb- und geruchloser, süßlich adstringierend schmeckender Feststoff. Die Verbindung ist geruchlos und schwach hygroskopisch. Sie ist brennbar und gut in Wasser löslich.

## Verwendung
Natriumbenzoat wirkt bakteriostatisch und fungistatisch und wird daher als Lebensmittelzusatzstoff (E 211) zur Konservierung von Lebensmitteln (Wirkungsoptimum bei pH < 3,6) eingesetzt.
Auch in der Kosmetik wird Natriumbenzoat als Konservierungsmittel verwendet. Weiterhin wird ihm eine maskierende Wirkung zugeschrieben, d. h., der Grundgeruch eines Kosmetikums wird verringert.
Bei der Synthese von Polypropylen dient es als Keimbildner, der verhindert, dass zu große Sphärolithe entstehen.
In der Pyrotechnik wird es als Brennstoff, meist in Verbindung mit brandförderndem Kaliumperchlorat eingesetzt.
In der Medizin wird es in Kombination mit L-Arginin-Hydrochlorid als Notfallmedikament zur Behandlung der Hyperammonämie eingesetzt.

## Verträglichkeit
Da Natriumbenzoat als sicher gilt, ist es eines der weltweit meistverwendeten Konservierungsmittel für Lebensmittel und Kosmetika. Bis zu 0,1 Prozent davon darf der Nahrung zugesetzt werden.
Aufgrund der langen industriellen Verwendung der Substanz wurde in den USA noch keine offizielle Neubewertung vorgenommen, obwohl neuerdings in Zellkulturen und Modellorganismen beunruhigende toxische, mutagene, und teratogene Wirkungen entdeckt wurden. Die möglichen Beeinflussungen des menschlichen Stoffwechsels sind sehr komplex. Zuletzt beschrieb eine Arbeitsgruppe in Chicago, dass Natriumbenzoat schon in der zulässigen Dosierung durch Histonmodifikation epigenetische Wirkung auf den Stoffwechsel der Phosphoglyceride, der ovariellen Steroidhormone, und des zellulären Signalproteins Phospholipase D ausübt.
Eine britische Studie an 300 Klein- und Schulkindern nannte 2007 Natriumbenzoat in Cola-Getränken neben anderen Stoffen als möglichen Auslöser hyperaktiven Verhaltens. Die FDA hielt dazu eine Anhörung ab, bewertete die Studie allerdings als nicht überzeugend.
Der wissenschaftliche Ausschuss der EFSA erklärte die Substanz zuletzt 2016 für ungefährlich. Bezüglich der Mutagenität/Teratogenität begründete er seine Ansicht mit einer Mehrgenerationen-Nagetierstudie mit negativem Ergebnis. Bezüglich den möglichen Verhaltensstörungen bei Kindern wurde eine negative Studie aus 2013 angeführt.